# Indianapolis 500 in 1948

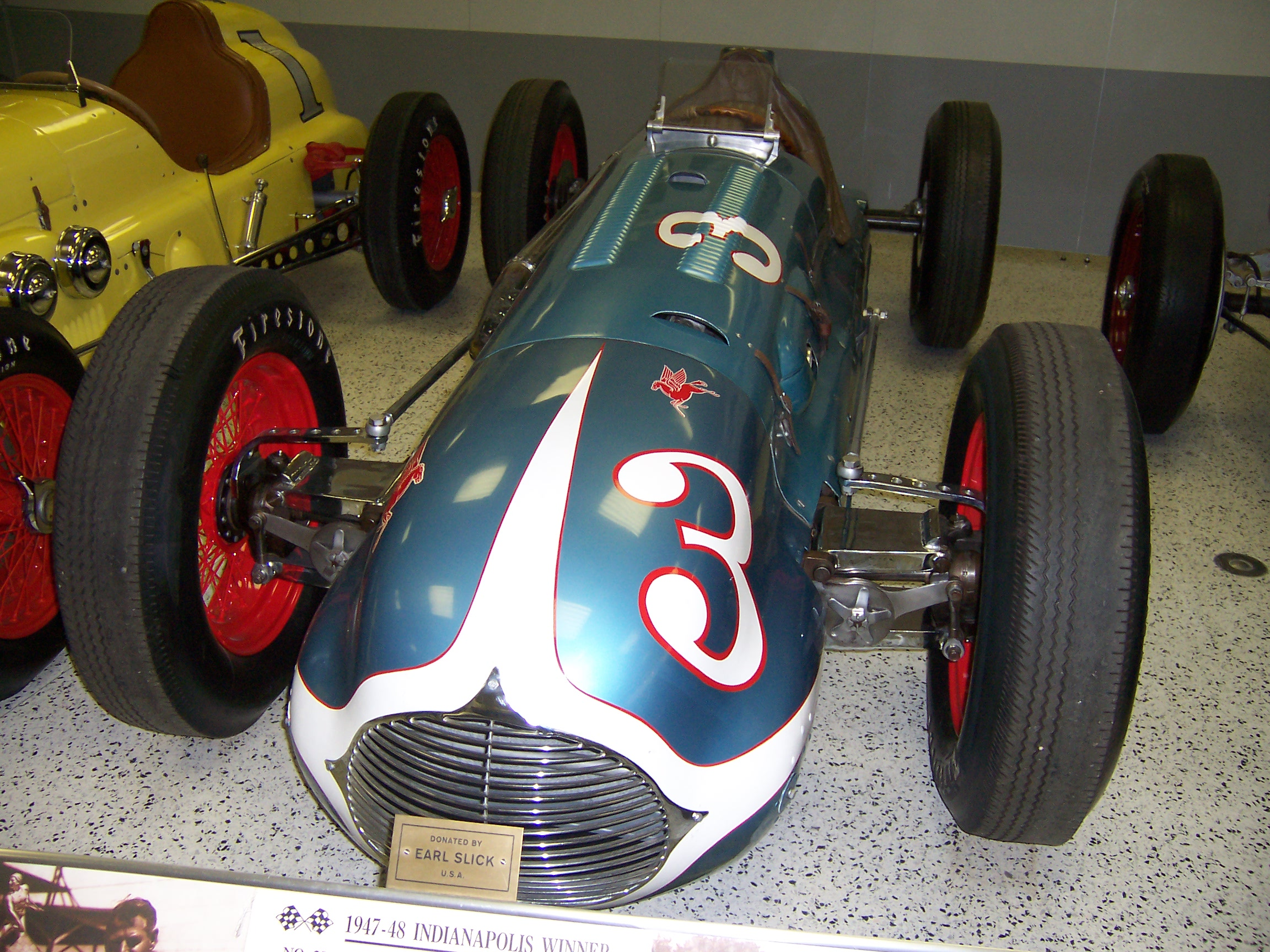
De auto waarmee Mauri Rose de Indy 500 van 1948 won

De 32e Indianapolis 500 werd gereden op maandag 31 mei 1948 op de Indianapolis Motor Speedway. Amerikaans coureur Mauri Rose won de race voor de derde en laatste keer in zijn carrière.

## Startgrid
| Rij | Binnen            | Midden            | Buiten            |
| --- | ----------------- | ----------------- | ----------------- |
| 1   | Rex Mays          | Bill Holland      | Mauri Rose        |
| 2   | Jimmy Jackson     | Ted Horn          | Doc Williams      |
| 3   | Bill Cantrell     | Johnny Mantz      | Les Anderson      |
| 4   | Joie Chitwood     | Duke Nalon        | Charles van Acker |
| 5   | Jack McGrath      | Hal Cole          | Sam Hanks         |
| 6   | Emil Andres       | George Connor     | Hal Robson        |
| 7   | Chet Miller       | Billy Devore      | Mack Hellings     |
| 8   | Tony Bettenhausen | Tommy Hinnershitz | Bill Sheffler     |
| 9   | Paul Russo        | Harry McQuinn     | Johnny Mauro      |
| 10  | Lee Wallard       | Duane Carter      | Spider Webb       |
| 11  | Mike Salay        | Fred Agabashian   | Mel Hansen        |

## Race
| #                                  | Coureur           | Auto                     | Ronden | Opgave     |
| ---------------------------------- | ----------------- | ------------------------ | ------ | ---------- |
| 1                                  | Mauri Rose        | Deidt-Offenhauser        | 200    |            |
| 2                                  | Bill Holland      | Deidt-Offenhauser        | 200    |            |
| 3                                  | Duke Nalon        | Kurtis-Novi              | 200    |            |
| 4                                  | Ted Horn          | Maserati                 | 200    |            |
| 5                                  | Mack Hellings     | Kurtis Kraft-Offenhauser | 200    |            |
| 6                                  | Hal Cole          | Kurtis Kraft-Offenhauser | 200    |            |
| 7                                  | Lee Wallard       | Meyer-Offenhauser        | 200    |            |
| 8                                  | Johnny Mauro      | Alfa Romeo               | 198    |            |
| 9                                  | Tommy Hinnershitz | Kurtis-Offenhauser       | 198    |            |
| 10                                 | Jimmy Jackson     | Deidt-Offenhauser        | 193    |            |
| 11                                 | Charles van Acker | Stevens-Offenhauser      | 192    |            |
| 12                                 | Billy Devore      | Kurtis-Offenhauser       | 190    |            |
| 13                                 | Johnny Mantz      | Kurtis Kraft-Offenhauser | 185    |            |
| 14                                 | Tony Bettenhausen | Stevens-Offenhauser      | 167    | Mechanisch |
| 15                                 | Hal Robson        | Adams-Offenhauser        | 164    | Mechanisch |
| 16                                 | Bill Cantrell     | Stevens-Fageol           | 161    | Mechanisch |
| 17                                 | Joie Chitwood     | Shaw-Offenhauser         | 138    | Mechanisch |
| 18                                 | Bill Sheffler     | Bromme-Offenhauser       | 132    | Mechanisch |
| 19                                 | Rex Mays          | Kurtis-Winfield          | 129    | Mechanisch |
| 20                                 | Chet Miller       | Mercedes                 | 108    | Mechanisch |
| 21                                 | Jack McGrath      | Bromme-Offenhauser       | 70     | Mechanisch |
| 22                                 | Duane Carter      | Wetteroth-Offenhauser    | 59     | Mechanisch |
| 23                                 | Fred Agabashian   | Kurtis-Duray             | 58     | Mechanisch |
| 24                                 | Les Anderson      | Kurtis-Offenhauser       | 58     | Mechanisch |
| 25                                 | Mel Hansen        | Adams-Sparks             | 42     | Te traag   |
| 26                                 | Sam Hanks         | Adams-Sparks             | 34     | Mechanisch |
| 27                                 | Spider Webb       | Bromme-Offenhauser       | 27     | Mechanisch |
| 28                                 | George Connor     | Stevens-Miller           | 24     | Mechanisch |
| 29                                 | Doc Williams      | Cooper-Offenhauser       | 19     | Mechanisch |
| 30                                 | Mike Salay        | Wetteroth-Offenhauser    | 13     | Mechanisch |
| 31                                 | Emil Andres       | Kurtis Kraft-Offenhauser | 11     | Mechanisch |
| 32                                 | Paul Russo        | Maserati                 | 7      | Mechanisch |
| 33                                 | Harry McQuinn     | Maserati                 | 1      | Mechanisch |
| Gemiddelde snelheid : 192,822 km/h |                   |                          |        |            |